# Istočnojužnoslavenski jezici
Istočnojužnoslavenski jezici jedna su od dviju podskupina južnoslavenskih jezika, koji se govore na prostorima Bugarske i Sjeverne Makedonije, te obuhvaćaju bugarski jezik [bul] s oko 8,0 milijuna govornika, makedonski jezik [mkd] s oko 2 milijuna govornika i nestali starocrkvenoslavenski [chu]

## Vanjske poveznice
- Ethnologue (14th)
- Ethnologue (15th)